# Subida a Arrate
La Subida a Arrate era una competición ciclista profesional que se disputaba en el País Vasco, en España organizada por el Club Deportivo Eibar
Disputada desde el año 1941, la Subida a Arrate desapareció como carrera autónoma tras su fusión con la Bicicleta Eibarresa, integrándose en la misma desde el año 1987 y pasó a formar parte tras el cambio de denominación de la Bicicleta Vasca desde 1991. 

## Palmarés
| Año       | Ganador                 | Segundo                     | Tercero                       |
| --------- | ----------------------- | --------------------------- | ----------------------------- |
| 1941      | Pedro Zugasti           | Martín Mancisidor           | Agustín Uribe                 |
| 1942      | Martín Mancisidor       | Martín Abadía               | Félix Vidaurreta García       |
| 1943      | Martín Mancisidor       | José Gandara                | Félix Vidaurreta García       |
| 1944      | Martín Mancisidor       | José Gandara                | Félix Vidaurreta García       |
| 1945      | José Gandara            | José Gutiérrez              | Fermín Trueba                 |
| 1946      | Martín Mancisidor       | Sotero Lizarazu             | Miguel Lizarazu               |
| 1947      | Miguel Lizarazu         | Hortensio Vidaurreta        | Félix Vidaurreta García       |
| 1948      | Miguel Lizarazu         | Hortensio Vidaurreta        | Joaquim Filba                 |
| 1949      | Jesús Loroño            | José Serra Gil              | Emilio Rodríguez Barros       |
| 1950      | Manuel Rodríguez Barros | Julio San Emeterio Albascal | Juan Espín                    |
| 1951      | Manuel Rodríguez Barros | Julián Aguirrezabal         | Jesús Loroño                  |
| 1952      | Hortensio Vidaurreta    | Jesús Loroño                | Manuel Rodríguez Barros       |
| 1953      | Julián Aguirrezabal     | Jesús Loroño                | Cosme Barrutia                |
| 1954      | Óscar Elgezabal         | Antón Barrutia              | Julio San Emeterio Albascal   |
| 1955      | Antón Barrutia          | Fausto Iza                  | Ponciano Arbelaiz             |
| 1956      | Antón Barrutia          | Antonio Gelabert Armengual  | Carmelo Morales Erostarbe     |
| 1957      | José Michelena          | Carmelo Morales Erostarbe   | Manuel Rodríguez Barros       |
| 1958      | Federico Bahamontes     | Benigno Aspuru              | Joan Bibiloni Frau            |
| 1959      | Federico Bahamontes     | Jesús Loroño                | Carmelo Morales Erostarbe     |
| 1960      | Federico Bahamontes     | Valentin Huot               | Jesús Loroño                  |
| 1961      | Federico Bahamontes     | Ventura Díaz Arrey          | Jesús Loroño                  |
| 1962      | Federico Bahamontes     | Julio Jiménez               | Esteban Martín Jiménez        |
| 1963      | Juan José Sagarduy      | Federico Bahamontes         | Jacques Anquetil              |
| 1964      | Joaquim Galera          | Francisco Gabica            | Eusebio Vélez                 |
| 1965      | Julio Jiménez           | Federico Bahamontes         | Angelino Soler                |
| 1966      | Raymond Poulidor        | Eusebio Vélez               | Juan José Sagarduy            |
| 1967      | Eduardo Castelló        | Ventura Díaz Arrey          | Jaime Fullana Rosselló        |
| 1968      | Raymond Poulidor        | Domingo Fernández           | Eusebio Vélez                 |
| 1969      | Domingo Fernández       | Eduardo Castelló            | Luis Ocaña                    |
| 1970      | Joaquim Galera          | Eduardo Castelló            | Leif Mortensen                |
| 1971      | Luis Ocaña              | Gabriel Mascaró             | Andrés Oliva Sánchez          |
| 1972      | Gonzalo Aja             | José Luis Abilleira         | Herman Van Springel           |
| 1973      | Santiago Lazcano        | Leif Mortensen              | Francisco Galdós              |
| 1974      | Pedro Torres            | Andrés Oliva Sánchez        | Gonzalo Aja                   |
| 1975      | Francisco Galdós        | Luis Ocaña                  | Santiago Lazcano              |
| 1976      | no disputada            | no disputada                | no disputada                  |
| 1977      | Carlos Ocaña            | Ismael Lejarreta            | José Nazabal                  |
| 1978      | Faustino Fernández      | Francisco Albelda           | Albert Zweifel                |
| 1979-1980 | no disputada            | no disputada                | no disputada                  |
| 1981      | Johan De Muynck         | Mariano Martínez            | Graham Jones                  |
| 1982      | Ángel Arroyo            | Faustino Rupérez            | Julián Gorospe                |
| 1983      | Alberto Fernández       | Faustino Rupérez            | Antonio Coll                  |
| 1984      | Stephen Roche           | Iñaki Gastón                | Mariano Sánchez Martínez      |
| 1985      | Iñaki Gastón            | Ángel de las Heras          | Juan Tomás Martínez Gutiérrez |
| 1986      | Iñaki Gastón            | Marino Lejarreta            | Laudelino Cubino              |

## Palmarés por países
| País    | Victorias |
| ------- | --------- |
| España  | 45        |
| Francia | 3         |
| Bélgica | 1         |
| Irlanda | 1         |